# Víctor Cámara
Víctor Manuel Cámara Parejo (ur. 10 czerwca 1959 w Caracas) – wenezuelski aktor filmowy i telewizyjny, najczęściej występujący w telenowelach.

## Wczesne życie
Urodził się w Caracas jako syn pary aktorskiej Elisy Parejo i Carlosa Cámary. Jego brat Carlos Cámara Jr. został także aktorem.
Studiował inżynierię na Universidad Central de Venezuela oraz równolegle teatrologię i aktorstwo. Zaczął karierę pomagając dziadkom w teatrze, zarówno w artystycznym i technicznym dziale. 

## Kariera
Jego kariera w telewizji i kinie zaczęła się w 1978 roku, kiedy zaczął współpracować z programem Radio Caracas Televisión (RCTV). Od tego czasu zagrał w różnych telenowelach w Wenezueli, Meksyku i Stanach Zjednoczonych.
W 2011 powrócił do Wenezueli, aby zagrać w telenoweli Natalia del Mar, gdzie po raz pierwszy zagrał czarny charakter. W telenoweli Guerreras y Centauros (2013) wystąpił jako generał José Antonio Páez.

## Życie osobiste
14 lutego 1977 ożenił się z Ivette Planchard. Mają córkę Samanthę Maríę (ur. 1997).

## Filmografia

### Telenowele
- Guerreras y Centauros (2013) jako Generał José Antonio Páez
- El Talismán (2012) jako Manuel Bermúdez
- Natalia del Mar (2011) jako Adolfo Uzcategui
- Pieska miłość (2010) jako Pedro Brando
- En Nombre del Amor (2008) jako Orlando Ferrer
- Bajo las Riendas del Amor (2007) jako Antonio Linares
- Mi amor secreto (2006)
- El amor no tiene precio (2005) jako Nelson
- Soñar no Cuesta Nada (2005) jako Arturo Hernández
- Rebeca (2003) jako Sergio Montalbán
- Las González (2002) jako Rómulo Trigo
- Guerra de mujeres (2001) jako Armando
- Barwy miłości (2000) jako Jorge Luis Larrios
- Toda mujer (1999) jako Ricardo Tariffi
- El País de las mujeres (1998) jako Camilo Reyes
- Pecado de Amor (1996) jako Alejandro
- Niebezpieczna (1994) jako Luis Feranndo
- Rosangelica (1993) jako Óscar Eduardo Gel de la Rosa / Argenis
- Bellísima (1991) jako Ricardo Linares
- Ines Duarte, Secretaria (1991) jako Andrés Martan
- Paraíso (1989) jako Adrián Arturo
- Pobre señorita Limantour (1987) jako Julio Adrián
- La Intrusa (1986) jako Luis Antonio Rossi
- Topacio (1985) jako Jorge Luis Sandoval
- Rebeca (1985)
- Bienvenida Esperanza (1983) jako Gerardo Aparicio
- Jugando a vivir (1982) jako Máximo Leal
- ¿Qué pasó con Jacqueline? (1982)
- Luisana Mia jako Alfredo
- La comrade (1979)

### Filmy
- The Celibacy (2010) jako Bruno
- La mujer de coronel (2010)
- El secreto de Jimena (2009) jako Adam
- 13 segundos (2007) jako Dr. Eduardo Valladares
- Rosa de Francia  (1995) jako Roberto